# Mauricio Soto
Mauricio Alejandro Soto Ruiz (Puerto Montt, Chile, 21 de febrero de 1969) es un exfutbolista chileno que jugó como defensa o mediocampista.

## Trayectoria
Comenzó su carrera profesional en Deportes Puerto Montt. Tras años formando parte del equipo puertomontino, en 1993 firma con  Deportes Iquique de la Primera División, donde desciende a la entonces llamada Segunda división.Entre 1994 firma con Deportes Temuco, defendiendo la camiseta albiverde hasta fines de la temporada 1996.En equipo temuquense tuvo altas y bajas, formando parte del plantel que clasificó a la Liguilla Pre-Libertadores 1995 y que al año siguiente salvo la categoría en la liguilla de promoción ante Cobresal.
Para el Torneo Clausura 1997 regresa a Deportes Puerto Mont, esta vez en la Primera División, formando parte del plantel que logró salvar la categoría. Al año siguiente, y pese a tener demandado al club por deudas impagas de su paso anterior,regresa a Deportes Temuco, descendiendo a la Primera B del fútbol chileno, en un año marcado por los problemas económicos.
Para la temporada 1999 firma con Provincial Osorno de la Primera B. Con el conjunto lechero logra ascender a la Primera división tras derrotar en la liguilla de promoción 1999 a Cobresal en partidos de ida y vuelta;sin embargo, al año siguiente regresarían a la división de plata del fútbol chileno, tras terminar como colistas del torneo del 2000.Luego de la temporada 2001, se retiró del fútbol.

## Selección nacional
Ha sido internacional con la Selección de fútbol sub-20 de Chile disputando el Mundial de Fútbol Juvenil de 1987, siendo parte del conjunto que quedó finalmente con el cuarto lugar.

### Participación en Mundiales
| Mundial                | Sede  | Resultado    |
| ---------------------- | ----- | ------------ |
| Mundial Sub-20 de 1987 | Chile | Cuarto lugar |

### Participaciones en sudamericanos
| Torneo                      | Sede      | Resultado     |
| --------------------------- | --------- | ------------- |
| Sudamericano Sub-20 de 1987 | Argentina | Primera Ronda |

## Clubes
| Club                  | País  | Año       |
| --------------------- | ----- | --------- |
| Deportes Puerto Montt | Chile | 1987-1992 |
| Deportes Iquique      | Chile | 1993      |
| Deportes Temuco       | Chile | 1994-1996 |
| Deportes Puerto Montt | Chile | 1997      |
| Deportes Temuco       | Chile | 1998      |
| Provincial Osorno     | Chile | 1999-2001 |